# Beverly Page Yates

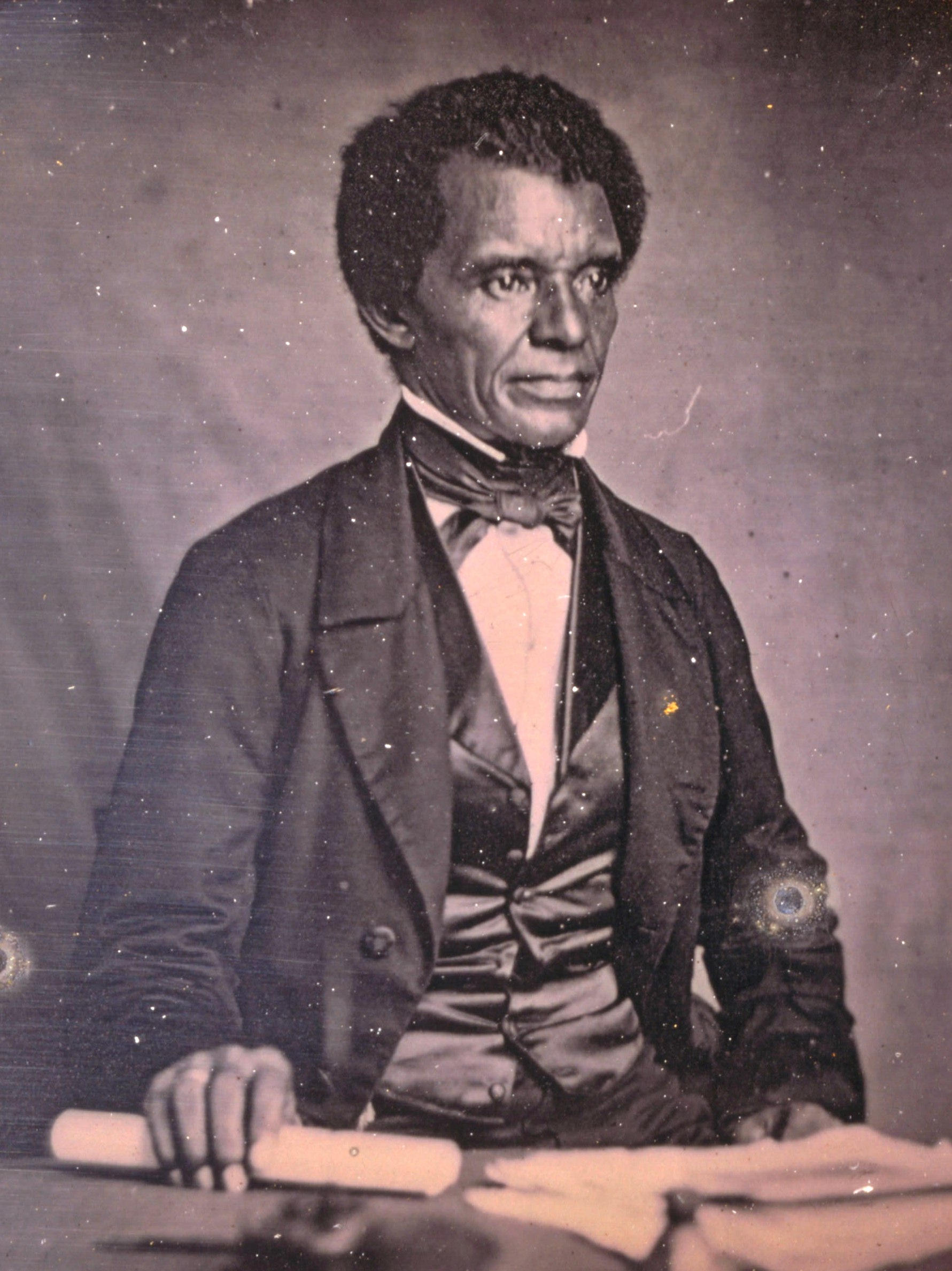
Beverly Page Yates (1811-1883)

Beverly Page Yates (1811-1883) was een Liberiaans staatsman. Hij bekleedde van 7 januari 1856 tot 2 januari 1860 het ambt van vicepresident van Liberia. Hij diende in die functie onder president Stephen Allen Benson.
Hij was naast vicepresident ook rechter in Montserrado County en rechter bij het hooggerechtshof van Liberia. In 1867 was hij betrokken bij de oprichting van de Ancient, Free and Accepted Masons, een vrijmetselaarsloge.
Zijn dochter, Sarah Yates, was getrouwd met de intellectueel Edward Wilmot Blyden.